# Melinda xiphophora
Melinda xiphophora är en tvåvingeart som först beskrevs av Mario Bezzi 1927.  Melinda xiphophora ingår i släktet Melinda och familjen spyflugor. Inga underarter finns listade i Catalogue of Life.